# مها أبو عوف
مها أبو عوف (28 نوفمبر 1956 - 6 يناير 2022)، ممثلة مصرية.

## عن حياتها
هي شقيقة الفنان عزت أبو عوف وواحدة من أبناء الملحن أحمد شفيق أبو عوف، وكونت مع شقيقها عزت وشقيقاتها الثلاث منى ومنال وميرفت فرقة «الفور إم» في نهاية عقد السبعينيات وهي الوحيدة بين شقيقاتها التي استمرت بالعمل الفني والتمثيل، درست في الجامعة الأمريكية بالقاهرة.

### حياتها الأسرية
هي الزوجة الرابعة والأخيرة للمطرب عمر خورشيد، حيث تزوجته ببداية عام 1981 قبل وفاته بأشهر قليلة ولذلك لم يستمر زواجهما إلا مدة قصيرة. وعندما توفي في مايو من نفس العام كانت حاملًا بشهرها الرابع لكنها أجهضت الجنين.

## أعمالها

### من المسلسلات
- الحرير المخملي (2021)
- فوق السحاب (2018)
- نسر الصعيد (2018)
- هربانة منها: 2017-شخصيات متعددة
- لا تطفئ الشمس:2017-بيلا
- إمبراطورية مين: 2014-ضيف شرف
- خوات دنيا: 2012-ماجدة
- الخواجة عبد القادر:2012-زوجة هاربيرت
- الزناتي مجاهد:2011-ضيف شرف
- يوميات ونيس (ج7، 8) :2010، 2013-شاكيرا
- سامحني يا زمن:2010-ناهد
- نسر الصعيد 2018
- هربانة منها: 2017-شخصيات متعددة
- لا تطفئ الشمس: 2017-بيلا
- إمبراطورية مين: 2014-ضيف شرف
- خوات دنيا: 2012-ماجدة
- الخواجة عبد القادر: 2012-زوجة هاربيرت
- الزناتي مجاهد:2011-ضيف شرف
- يوميات ونيس (ج7، 8) :2010، 2013-شاكيرا
- سامحني يا زمن:2010-ناهد
- حقي برقبتي: 2009-إبنة لطفي ووالدة زياد
- هيمه أيام الضحك والدموع: 2008-أميرة والدة ريم
- راجل وست ستات (ج1 ← 10):2007 ← 2016 -مجيدة
- يتربى في عزو:2007-فوزية
- السندريلا: 2006- جوهرة
- حضرة المتهم أبي: 2006- نجوى
- أنا وهؤلاء: 2005- برديس
- شمس يوم جديد:2003-د. نوال
- أين قلبي: 2002-ضيفة الحلقات
- فارس بلا جواد:2002-البرنسيس مارجريت
- ضبط وإحضار: 2001-ساسو
- مرات جوزي: 2000-ماريكا
- الرجل الآخر: 1999-شهيرة
- عائلة الديناصورات: 1998-زوجة رحمي
- شباب رايق جدا: 1998-إيناس زوجة د. فخري
- لعبة ذكاء-زكية

### أفلام
| - فيرس: 2020 - كازانوفا: 2019 - سوء تفاهم: 2015-جولي - من ألف إلى باء: 2014-والدة رامي - ليلة هنا وسرور 2018 : والدة هنا - الحفلة: 2013-نانا أم سارة - وبعد الطوفان: 2012-واد نصار - بابا: 2012-والدة حازم - غش الزوجية: 2012-والدة سلمى - أمير البحار: 2009-درية أم سلوى | - زي النهاردة: 2008-والدة مي ومحمد - معلش إحنا بنتبهدل:2005-زوجة القرموطي وأم وحيد - حالة حب:2004-مريم - أحلى الأوقات:2004-نجوى (أم سلمى) - من نظرة عين: 2003-معتزة - المجنونة: 1985-هند النعماني | - الصعاليك: 1985-منى - ممنوع للطلبة: 1984-فاتن شلتوت - الطماعين: 1984-ليلى - أنا لا أكذب ولكني أتجمل:1981-مايسه - لا تظلموا النساء: 1980-الوجه الجديد - الحب نصيب ... الجواز قسمة-فادية |

### أخرى
- أربع حيطان: 2011-الأم - فيلم قصير
- بكر وهندام: 1996-جليلة - تمثيلية
- آه من الزوجات: سلوى - سهرة تليفزيونية
- رامز بيلعب بالنار: 2016 - برنامج
- عفاريت حسين الإمام: 2008 - برنامج
- الليلة مع هالة سرحان:1997 - برنامج

## وفاتها
توفيت مها يوم 6 يناير 2022، في أحد مستشفيات القاهرة الجديدة، وذلك بعد صراع مع مرض السرطان.